# Phragmatobia rufescens
Phragmatobia rufescens là một loài bướm đêm thuộc phân họ Arctiinae, họ Erebidae.